# Heden, Bodens kommun
Heden är en by i Bodens kommun, belägen 7 km väster om Boden.
Den planerade kanalen förbi forsarna vid Boden och Vittjärv hade sin början vid Hednoret, 1 km norr om Heden.

## Tätorten
SCB avgränsade en tätort inom området fram till 1990, då den växte samman med Bodens tätort.

### Befolkningsutveckling
| Befolkningsutvecklingen i Heden/Avaheden 1960–1980                            | Befolkningsutvecklingen i Heden/Avaheden 1960–1980 | Befolkningsutvecklingen i Heden/Avaheden 1960–1980 | Befolkningsutvecklingen i Heden/Avaheden 1960–1980 | Befolkningsutvecklingen i Heden/Avaheden 1960–1980 |
| ----------------------------------------------------------------------------- | -------------------------------------------------- | -------------------------------------------------- | -------------------------------------------------- | -------------------------------------------------- |
|                                                                               |                                                    |                                                    |                                                    |                                                    |
| År                                                                            |                                                    |                                                    | Folkmängd                                          | Areal (ha)                                         |
| 1960                                                                          | 1960                                               |                                                    | 428                                                | 127                                                |
| 1965                                                                          | 1965                                               |                                                    | 385                                                | 126                                                |
| 1970                                                                          | 1970                                               |                                                    | 339                                                | 126                                                |
| 1975                                                                          | 1975                                               |                                                    | 490                                                | 100                                                |
| 1980                                                                          | 1980                                               |                                                    | 577                                                | 130                                                |
| Anm.: Namnbyte 1980 (hette tidigare Avaheden) Sammanväxt med Boden från 1990. |                                                    |                                                    |                                                    |                                                    |

## Samhället
Heden är en av de äldsta byarna i Luleälvens dalgång. Väster om samhället ligger ett av Flygvapnets före detta krigsflygfält, Fält 32 öppnat 1940.
I Hedenskolan bedrivs utbildning, utöver förskola, från årskurs 1 till 6. Byns samlingsgård heter Hedgården.
Fotbollsföreningen Hedens IF som grundades 1928 spelar sina matcher på Olympia, beläget i byn.
2019 invigdes en konstgräsplan på idrottsanläggningen.
Föreningen har under lång tid bedrivit bilbingo under sommarhalvåret.